# Jean-Jacques du Sault
Jean-Jacques du Sault (né vers 1570, mort le 23 mai 1623) est un ecclésiastique qui fut évêque de Dax de 1598 à 1623.

## Biographie
Jean-Jacques du Sault est issu d'une illustre famille de parlementaires bordelais connue depuis 1472 et originaire de Saintonge. Il est le fils de Charles du Sault, avocat-général, et d'Anne ou Agnès Godin fille de Jacques Godin seigneur des Granges. Il suit les cours des Jésuites de Bordeaux et devient docteur en droit sans doute également dans sa ville natale. Il est ordonné prêtre vers ses 20 ans, devient chanoine du chapitre de la cathédrale, doyen du prestigieux chapitre de Saint-Seurin de Bordeaux et aumônier de Marguerite de Valois ce qui montre l'étendue de ses relations familiales. 
Il doit cependant son élévation au siège de Dax à Henri de Noailles, comte d'Ayen dont la famille contrôlait l'évêché depuis 1556 et qui intervient en sa faveur auprès du roi Henri IV de France, bien que l'on ignore l'origine de leurs liens. Il est désigné en 1597, nommé formellement en mai 1598 et vraisemblablement consacré en 1599 dans des circonstances inconnues. Il fait restaurer la cathédrale très endommagée lors des guerres de Religion.

En 1611 il institue les Pénitents Bleus dits de Saint-Jérôme et participe aux États généraux de 1614. Il installe à Dax les Capucins au détriment des Jésuites, interdit aux réformés de maintenir un cimetière dans la cité épiscopale et récupère l'église Saint-Pierre d'Orthez. Hugues Du Tems indique « qu'il a été avancé » que le roi songeait à lui pour le cardinalat. En 1617 il obtient la désignation de son neveu Philibert du Sault comme coadjuteur, qu'il consacre lui-même comme évêque titulaire d'Auzia.
En 1620 une statue de la Sainte Vierge est découverte à Buglose, un hameau du village de Pouy, non loin d'Acqs. Le lundi de Pentecôte 1622, Jean-Jacques du Sault consacre la chapelle érigée pour abriter cette statue.
Il meurt le 25 mai 1623.